# Barreiros (bilmärke)

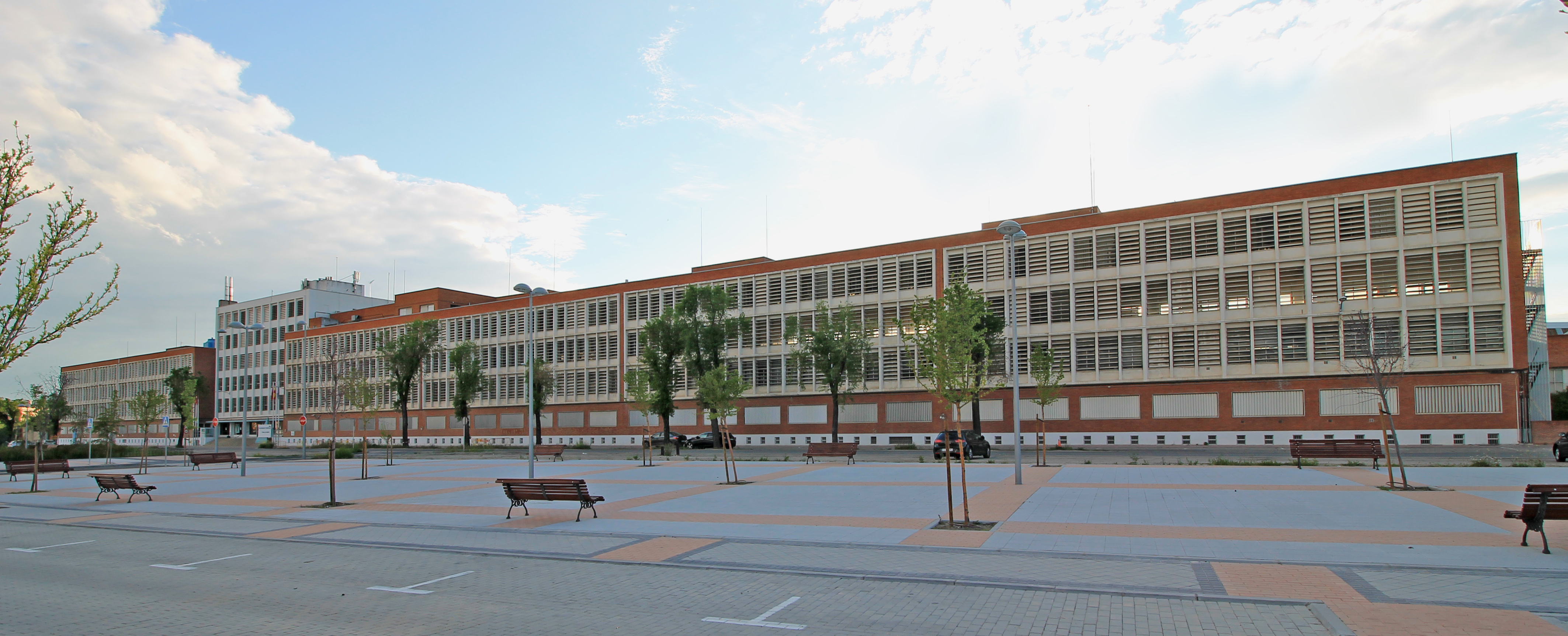
Huvudkontor (Madrid).

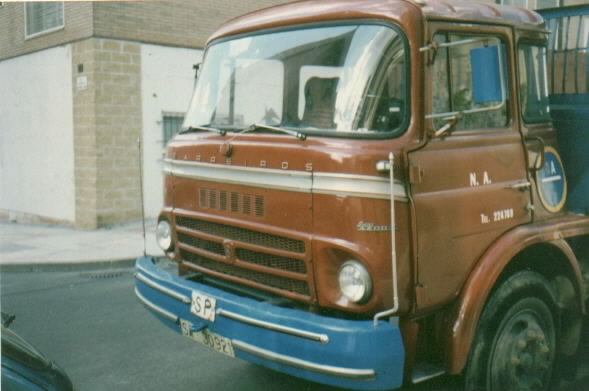
Barreiros Super Azor

Barreiros var en spansk tillverkare av personbilar, lastbilar, och traktorer. Företaget grundades 1949 i Villaverde utanför Madrid av Eduardo Barreiros med inriktning på nyttofordon. Barreiros har även tillverkat Dodge, Chrysler och Simca på licens åren 1965-1980. Firman köptes upp helt av Chryslerkoncernen 1969.

## Lastbilar
- EB
- Azor
- Super Azor
- 300
- Montblanc
- 90-22